# Dentacinetidae
Famille
Les Dentacinetidae sont une famille de Ciliés de la classe des Kinetofragminophora et de l’ordre des Suctorida.

## Étymologie
Le nom de la famille vient du genre type Dentacineta, composé du préfixe dent-, « dent, denté », et du suffixe acineta, par allusion au genre Acineta Ehrenberg, 1834 (genre type de la famille des Acinetidae), littéralement « Acinète à contour (de l'embouchure) denté ».

## Description
Adrien Batisse (d) décrit ainsi le genre type et sa famille :
Genre Dentacineta

« campaniformes (c'est-à-dire en forme de cloche), section hexagonale, à cuirasse corticale pseudoloculaire soulevée en six côtes méridiennes convergeant basalement, achevées apicalement en angles saillants ; cinq à six tentacules inégaux étroitement groupés sur une surface apicale très saillante. Macronucleus ovale, médian. Jusqu'à trois micronucleus. Une vacuole pulsatile latéro-apicale. Style fibreux robuste, long, légèrement flexueux, cylindrique, peu dilaté à ses extrémités. »

Famille des Dentacinetidae

« Suctoria Ophryodendrina à tropho-tomontes pédonculés, campaniformes ou pyramidaux, cortex latéro-basal épais, formant une pseudo-lorica méridiennement costulée, cernant une aire apicale souple. Tentacules suceurs à cortex fortement plissé en rétraction, groupés en unique faisceau centro-apical. Macronucleus ovale ou sphérique, médian ou subapical. Tomites vermiformes déprimés, à long cou terminé par une raquette losangique adhésive. Macronucleus ovale. »

## Habitat et répartition
Dentacineta n'a été décrit qu'en mer Méditerranée (Sète et dans la Manche (Roscoff) vivant en épizoïque sur les antennules du copépode harpacticoïde (en) sabulicole marin du genre Ameira.

## Liste des genres
Selon GBIF (11 mai 2023) :
- Dentacineta Yankovskii, 1978
  - Espèce type : Dentacineta campanuliformis (Collin, 1909) Jankowski, 1978
  - Synonyme : Acinetopsis campanuliformis Collin, 1909

Selon Batisse (1992) :
- Dentacineta Jankowski, 1978
  - Espèce type : Dentacineta campanuliformis Collin, 1909
- Dentacinetides Batisse, 1992
  - Espèce type Dentacinetides collini Batisse, 1992

## Systématique
Le nom valide de ce taxon est Dentacinetidae Batisse, 1992 ,.

## Publication originale
- A. Batisse, « Acinétiens nouveaux ou mal connus des côtes méditerranéennes françaises. 3. Dentacinetides collini gen. n., sr n. (Suctoria, Ophryodendrina) », Vie et Milieu, France, vol. 42, nos 3-4,‎ 1992, p. 295-306 (ISSN 0240-8759, lire en ligne).